# Osiedle 1 Maja (Wodzisław Śląski)
Osiedle 1 Maja w Wodzisławiu Śląskim – osiedle górnicze z zabudową wielorodzinną. Znajduje się w dzielnicy Wilchwy i graniczy bezpośrednio z gminą Mszana. W jego skład wchodzi Osiedle 1 Maja, ul. Świętego Wawrzyńca, oraz częściowo ul. Leonida Teligi. Na terenie osiedla znajduje się nieczynna KWK 1 Maja, Wydział Zamiejscowy Akademii Humanistyczno-Ekonomicznej w Łodzi, Biblioteka Pedagogiczna, Zespół Szkół nr 1 i ośrodek zdrowia, a także przystanek autobusowy.